# Като лош сън
„Като лош сън“ (на македонска литературна норма: „Како лош сон“) е филм от Република Македония от 2003 година на режисьора Антонио Митрикески.